# (14203) Hocking
(14203) Hocking est un astéroïde de la ceinture principale.

## Description
(14203) Hocking est un astéroïde de la ceinture principale. Il fut découvert le 25 décembre 1998 à Kitt Peak par le projet Spacewatch. Il présente une orbite caractérisée par un demi-grand axe de 3,07 UA, une excentricité de 0,11 et une inclinaison de 9,5° par rapport à l'écliptique.

## Compléments